# Animation
Animation è il terzo album solista del cantante britannico Jon Anderson.

## Il disco
Animation fu realizzato in un periodo molto differente rispetto ai primi due album solisti di Anderson. Gli Yes, il gruppo con cui Anderson era arrivato al successo internazionale, si erano sciolti; Anderson stava collaborando con Vangelis e Mike Oldfield e stava esplorando soluzioni musicali molto più orientate al pop (in particolare arricchita di suoni elettronici) che al rock progressivo. Come per il precedente Song of Seven, Anderson convocò per questo lavoro numerosi musicisti di rilievo, come Simon Phillips, David Sancious, Jack Bruce ed il nostro compianto Stefano Cerri che lo seguì anche nel Tour. Fra i brani più noti dell'album c'è il singolo All in a Matter of Time.
Il disco fu pubblicato originariamente su vinile, e per molti anni i fan degli Yes e di Anderson fecero pressioni sulla casa discografica per ottenere la distribuzione di una nuova versione su CD. Nel 2006 è stata annunciata una versione su CD (con due tracce extra), disponibile solo in tiratura limitata.
L'album fu seguito da un tour mondiale di grande successo, in cui Anderson propose sia propri brani solisti che classici degli Yes come Close to the Edge.
Uno dei brani, Boundaries, fu in seguito pubblicato con un diverso arrangiamento col titolo O'er sull'album di Anderson The Promise Ring (1997) e, sempre nel 1997, su Open Your Eyes degli Yes col titolo Somehow, Someday.

## Musicisti
- Jon Anderson - voce, chitarra acustica
- Stefano Cerri - basso
- Clem Clempson - chitarre
- Chris Rainbow - seconde voci
- Simon Phillips - batteria e percussioni
- David Sancious - tastiere

Altri musicisti: Jack Bruce, Dave Lawson, Ronnie Leahy, Brother James, Billy Kristian, Bret Morgan, Blue Weaver, Ian Wallace, Delmay String Quartet (arrangiato da David Ogden), John Giblin, Maurice Pert, Brazil Idiots

## Lista dei brani
1. Olympia (4:58)
2. Animation (9:07)
3. Surrender (3:53)
4. All in a Matter of Time (3:06)
5. Unlearning (The Dividing Line) (4:56)
6. Boundaries (3:20)
7. Pressure Point (3:20)
8. Much Better Reason (4:27)
9. All God's Children (4:25)

Tracce extra nella versione su CD:
1. The Spell (11:40, inedita)
2. Spider (2:51, lato B del singolo Surrender)